# Нижньостанівецький дендрологічний парк
Нижньостаніве́цький дендропарк — дендрологічний парк місцевого значення в Україні. Розташований у межах Кіцманського району Чернівецької області, у селі Нижні Станівці, поруч з Нижньостановецькою загальноосвітньою школою. 
Площа 1 га. Статус надано згідно з рішенням 6-ї сесії обласної ради XXIV скликання від 27.12.2002 року № 127-6/02. Перебуває у віданні Нижньостановецької загальноосвітньої школи. 
Статус надано для збереження дендрологічного парку, закладеного 1964 року біля школи, на схилі долини річки Брусниці. У створенні дендропарку брав активну участь тодішній вчитель географії Володимир Михайлович Гарас та учні школи. Тут зростає понад 100 видів дерев і чагарників, у тому числі цінні екзоти — тис ягідний, платан західний, залізне дерево. 